# 4579 Puccini
4579 Puccini eller 1989 AT6 är en asteroid i huvudbältet som upptäcktes den 11 januari 1989 av den tyske astronomen Freimut Börngen vid Tautenburg-observatoriet. Den har fått sitt namn efter Giacomo Puccini.
Asteroiden har en diameter på ungefär 7 kilometer och den tillhör asteroidgruppen Massalia.